# コマンドーR
『コマンドーR』（День Д）は、2008年のロシア映画。日本では劇場未公開で、2009年9月18日にソフトが発売された。

## 概要
1985年にマーク・L・レスターの監督とアーノルド・シュワルツェネッガーの主演で劇場公開されたアメリカ映画『コマンドー』を、ロシアのアクション俳優・ミハイル・ポレチェンコフが監督・主演を務めてリメイクした作品である。「主人公の退役軍人が誘拐された娘を救うため、テロリストを皆殺しにする」という原典のストーリーはほぼ完全に踏襲されているが、舞台を制作当時のロシアに移したことに伴い、主人公は元ロシア空挺軍隊長となっているなど、一部の設定が変更されているほか、オリジナルよりもコメディ色が強調されている。主人公の娘役を演じたバーバラ・ポレチェンコヴァは、ポレチェンコフの実娘である。
ソフトのコメンタリーによると、ポレチェンコフは実際に空挺軍で勤務した経験を持つ退役軍人であるという。

## あらすじ
かつてロシア空挺軍少佐として名を馳せたイワンは、人里離れた山荘で愛娘のジェーニャと静かに暮らしていた。ある日、かつての上官フィリポブ大佐が彼の元を訪れる。大佐はイワンの元部下が連続して殺されていることを伝え、2名の部下を護衛に残してゆく。しかし大佐が去った直後、何者かの襲撃が始まり、護衛らは殺害され、ジェーニャが誘拐されてしまう。イワンはスノーモービルで追跡を試みるが、逆に囚われてしまう。
犯人は反ロシア強硬論を唱え失脚したエストニアの政府高官が率いるテロリスト一味で、その中には殺されたと思われていたイワンの元部下ゲルダの姿もあった。イワンに恨みを持つゲルダは死を装い、イワンの居場所を突き止める為にフィリポブ大佐を利用したのである。エストニア政府高官はロシア軍人によって大統領が暗殺されれば国民の反ロシア感情も燃え上がるであろうと語り、ジェーニャを人質としてイワンにエストニア大統領暗殺を強要する。
見張りのマルコに連れられウラジオストク空港からエストニア行き飛行機に乗り込んだイワンだったが、隙をついてマルコを殺害し、離陸直後にパラシュートで脱出する。エストニアへの到着予定時刻は10時間後。それまでにゲルダらを見つけ出さなければジェーニャは殺されてしまう。
イワンは半ば脅迫混じりに客室乗務員のアリアに協力させて、ゲルダの部下スタシックを追う。カーチェイスの末にスタシックを捕えたイワンは、トランスホテルでスタシックと合流する予定になっていたウルモスが娘の居場所を知っている事を聞き出した。また、ここでようやく事情を聞いたアリアは、自らイワンの行動に協力するようになってゆく。ウルモスを難無く殺害したイワンは部屋の中から飛行地図を発見し、テロリストの拠点となっている孤島を突き止めることに成功する。
装備と水上飛行機を調達したイワンとアリアはジェーニャを取り戻すべく、エストニア政府高官の友人である某国軍人が極秘裏に支配しているロシア領のとある島へ向かう。

## キャスト
| 役名（概要）       | 俳優                           | 日本語吹替 |
| ------------------ | ------------------------------ | ---------- |
| イワン             | ミハイル・ポレチェンコフ       | 内海賢二   |
| ジェーニャ         | バーバラ・ポレチェンコヴァ     | 藤田昌代   |
| アリア             | アレクサンドラ・ウルスリャック | 小林さやか |
| エストニア政府高官 | ヴィクトール・ヴェルズビツキー | 斉藤次郎   |
| ゲルダ             | ボブ・シュライバー             | かぬか光明 |
| フィリポブ大佐     | セルゲイ・ソスノヴォスキー     | 小形満     |
| スタシック         | ミハイル・トゥルヒーン         | 高瀬右光   |
| ウルモス           | マキシム・ドロッズ             | かぬか光明 |

## 『コマンドー』との比較
登場人物は次のように対応している。
- イワン → ジョン・メイトリックス
- ジェーニャ  → ジェニー
- アリア → シンディ
- エストニア政府高官・日本人将校 → アリアス
- ゲルダ → ベネット
- フィリポブ大佐 → フランクリン・カービー将軍
- スタシック → サリー
- ウルモス → クック
- マルコ → エンリケス

舞台がアメリカからロシアに変更された事に伴い、主人公の設定は元コマンドー隊長から元ロシア空挺軍少佐に変更された。飛行機から脱出する際、メイトリックスは生身で落下したが、イワンはパラシュートを用いた。また、この直前にスタシックが「シュワちゃんじゃあるまいし」と『コマンドー』を意識した台詞を口にする。『コマンドー』には元グリーンベレーを名乗るクックが登場したが、本作で対応する登場人物のウルモスは「元NATOの機動部隊」を名乗る。
また『コマンドー』におけるアリアスの役割が、本作ではエストニア政府高官と日本人将校に分割されている。バル・ベルデの元大統領であるアリアスは現大統領の暗殺と再起を目論んでおり、最終決戦の舞台はサンタバーバラ沖の孤島にあるアリアスの邸宅であった。本作ではエストニア政府高官が大統領暗殺を目論むが、最終決戦の舞台は北方領土にある日本人将校の邸宅である。
『コマンドー』でフランクリン・カービー将軍が言っていた「第三次大戦」という言葉は、本作ではアリアがフィリポブ大佐へイワンからの伝言を伝える内容の電話を受け取った兵士がフィリポブ大佐に内容を報告した際に言っている。

## 日本の描写
例えば空港では日本との銃密輸取引についてスタシックが話す場面があり、これは後の展開の伏線となっている。また、終盤の舞台となる島は北方領土であることが示唆されている。この島は長年対話を試みてきた日本政府の意に反して行動した日本人将校が秘密裏に支配しており、島の守備隊には89式5.56mm小銃を使用する兵士も確認できる。ただし、この将校は自衛官の制服ではなく旧陸軍の制服を身に着け軍刀を佩びている。また、この将校の目的は島の支配に伴うカニ漁利権の独占にしかないとエストニア政府高官は語っている。
中盤、実際に中古車として日本から売却されたと思しき『有限会社北日本ガス圧接』という実在の企業名とロゴが書かれたままのトラックが登場する。